# ROLL DAYS
ROLL DAYS（ロール・デイズ）は、日本のロックバンド。

## 概要
1992年結成。1994年7月にシングル「COME ON NEWS」で徳間ジャパンよりメジャー・デビューを果たす。
5thシングル「好きだよずっと好きでした」がオリコンチャート50位に入るヒットとなる。
1999年からはROLL DAYSとしての活動を封印。以降しばらくはICHIDAIのプロジェクトで活動。2008年4月4日、ミュージカル「SEMPO -日本のシンドラー 杉原千畝物語-」にユダヤ人代表の一人、シモン役で俳優として出演。
2006年、1996年発売のマキシシングル「ALTERNATIVE SINGLE FILE」を再リリース。
2007年、リミックスシングル「PLASTIC SUMMER」「BREAK YOURSELF」リリース。
2008年5月、ICHIDAI、YASU、JUNYA、亞輝の4人編成で、新生「ROLL DAYS」として再活動。
2015年から2018年にかけて、YouTubeの公式アカウントより新曲のMVを公開。
2022年より「温故創新」並びにNeoプロジェクトの一環として、「ハイブリッド系ロックバンド」として新生「ROLL DAYS」を再活動、並びに新曲創作。ICHIDAI(ボーカル)とJUNYA(ベース)で活動し、のちにTOMO(キーボード）の参加とSEN(ギター)とGATCHAN(ドラム)の新メンバーを迎えて活動。
2023年9月、シングル「スロウダイブ(Neo)」を発売。

## メンバー
- ICHIDAI（ボーカル）
  - 1999年にはICHIDAIのソロプロジェクトを始動し、2003年には『仮面ライダー555』の挿入歌『EGO～eyes glazing over』を担当した。

### 第1期メンバー
- ICHIDAI（ボーカル）
- JUNYA（ベース）
- TOMO（キーボード）
- GENTA（ギター）
- HIRO（ドラム）

### 第2期メンバー
- ICHIDAI（ボーカル）
- JUNYA（ベース）
- YASU（ギター）
- 亞輝（ドラム)ヴィジュアル系バンドVariable Messiah・七三式の元メンバー。

### 第3期メンバー
- ICHIDAI（ボーカル）
- JUNYA（ベース）
- TOMO（キーボード）
- SEN（ギター）
- GATCHAN（ドラム）元「魔女卵ドラム」

## ディスコグラフィ

### 未CD化曲
- 君といたあの夏 (2015年3月21日)
- Keep on dreaming (2015年4月30日)
- トキメキの中で (2015年6月23日)
- 憂いの情熱 (2015年9月5日)
- 灼熱の女神 (2017年8月20日)
- The last snow (2018年1月2日)
- on/off (2018年5月19日)

## タイアップ一覧
| 使用年    | 曲名                                  | タイアップ                                                         |
| --------- | ------------------------------------- | ------------------------------------------------------------------ |
| ROLL DAYS |                                       |                                                                    |
| 1994年    | Come On News                          | テレビ東京系『スポーツTODAY』エンディングテーマ                    |
| 1994年    | DRAMATIC                              | エムスリイエンタテイメント配給映画『金なら返せん!』主題歌          |
| 1995年    | CRAZY CRAZY                           | テレビ埼玉『HIT WAVE』エンディングテーマ                           |
| 1996年    | BREAK YOURSELF                        | テレビ朝日系『パワーレンジャー』エンディングテーマ                 |
| 1996年    | 好きだよずっと好きでした              | フジテレビ系『猛烈アジア太郎』オープニングテーマ                   |
| 1997年    | 今すぐ逢いたい抱きしめたい            | テレビ朝日系『リングの魂』オープニングテーマ                       |
| 1997年    | 月とカメレオン                        | 関西テレビ・MFJ主催「'97ジャパンスーパークロス」キャンペーンソング |
| 1998年    | FAKE                                  | テレビ東京系『ミュージックブレイク』エンディングテーマ             |
| 1998年    | KISS ME, TELL ME                      | テレビ東京系『スキヤキ!!ロンドンブーツ大作戦』エンディングテーマ   |
| 1999年    | Charisuma Feelin                      | 渋谷109ブランド『LAST SCENE GIRL』共同タイアップソング             |
| 1999年    | Charisuma Feelin                      | テレビ埼玉『エルニーニョ』オープニングテーマ                       |
| 2007年    | PLASTIC SUMMER                        | テレビ東京系『スキバラ』9月度エンディングテーマ                    |
| 2008年    | BREAK YOURSELF(WHITE MONSTER MIX)     | テレビ朝日系『完売劇場』2008年4月〜6月エンディングテーマ           |
| 2023年    | スロウダイブ(Neo)                     | 映画『100日後に退職する47歳』主題歌・挿入歌                        |
| 2024年    | だから迷うことはないよ(Neo)           | 映画『ターニング・ポイント4』主題歌・挿入歌                        |
| 2024年    | VISIONARY OF JUNGLE(Neo)              | 映画『ターニング・ポイント5』主題歌・挿入歌                        |
| ICHIDAI   |                                       |                                                                    |
| 2003年    | EGO～eyes glazing over                | テレビ朝日系『仮面ライダー555』エンディングテーマ                  |
| 2006年    | 熱く 暑く アツく恋 〜misery of love〜 | Campus Summit 2006テーマソング                                     |
| 2007年    | TOKYO REAL〜祈り〜                    | 映画『TOKYO REAL』主題歌                                           |